# 索斯特 (上比利牛斯省)
索斯特（法語：Sost，法語發音：[sɔst]）是法国上比利牛斯省的一个市镇，属于巴涅尔德比戈尔区。

## 地理
索斯特（42°55'45"N, 0°33'26"E）面积32.05 平方千米，位于法国奧克西塔尼大區上比利牛斯省，该省份为法国西南部内陆省份，北至热尔省，西接大西洋比利牛斯省，南与西班牙接壤，东临上加龙省。
与索斯特接壤的市镇（或旧市镇、城区）包括：埃斯巴雷什、巴绍、科布、卡佐莱里斯、锡耶德吕雄、居朗、莱日、迈雷涅、圣保罗杜韦伊、比诺斯、费雷尔、锡雷斯。
索斯特的时区为UTC+01:00、UTC+02:00（夏令时）。

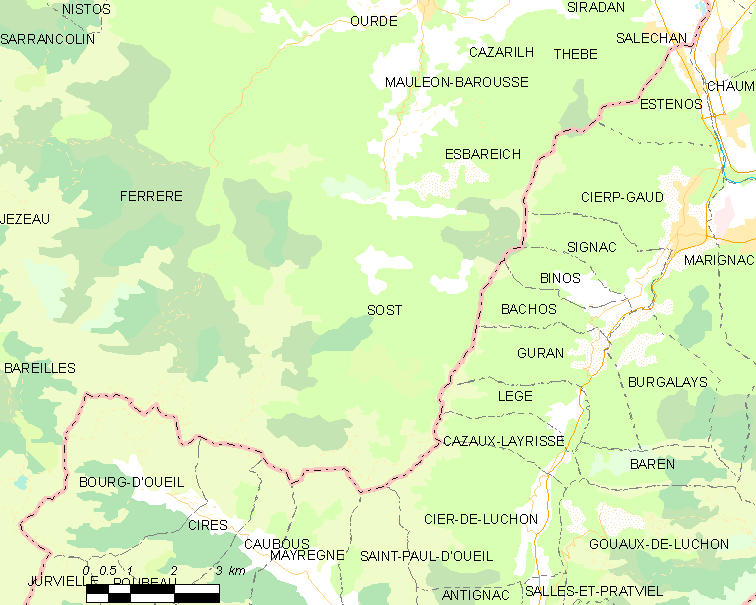
索斯特的OSM定位图

## 行政
索斯特的邮政编码为65370，INSEE市镇编码为65431。

## 政治
索斯特所属的省级选区为巴鲁斯谷县。

## 人口

1962-2008年间索斯特人口变化图示

索斯特于2022年1月1日时的人口数量为99人。